# Tando Velaphi
Tando Yuji Velaphi (17 de abril de 1987) é um futebolista profissional australiano que atua como goleiro.

## Carreira
Tando Velaphi representou a Seleção Australiana de Futebol, nas Olimpíadas de 2008. 